# Decet Romanum Pontificem
Decet Romanum Pontificem (littéralement : « Il sied au Pontife Romain ») est une bulle pontificale datée de 1521 qui excommunie le réformateur Martin Luther. Elle est promulguée le 3 janvier 1521 par le pape Léon X pour rendre effective la menace d'excommunication formulée dans Exsurge Domine à la suite des 95 thèses. 

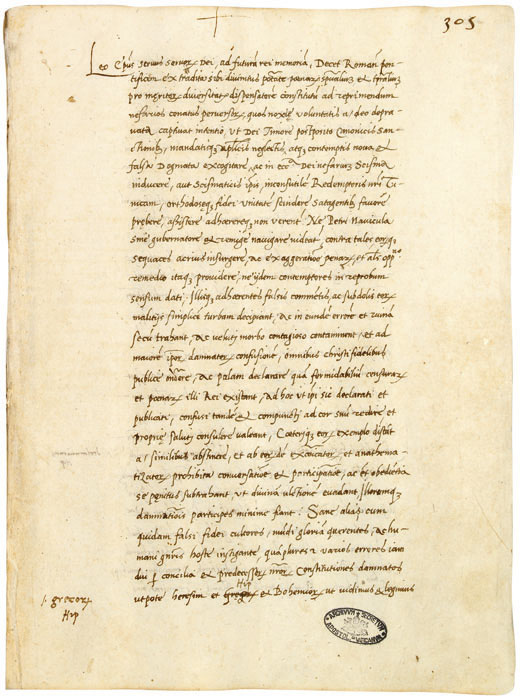
Decet Romanum Pontificem

Luther avait brûlé sa copie d’Exsurge Domine en 1520 à la porte de l'Elster, à Wittenberg (Allemagne).
Par ailleurs, deux autres bulles du même nom auraient été écrites par Clément VIII et Grégoire XV.

## Effet
Charles Quint convoque la Diète à Worms et les princes se rangent à l'avis de Rome. Par l'Édit de Worms, Martin Luther est mis au ban du Saint-Empire romain germanique.

## Révision
Vers la fin du XXe siècle, le groupe de dialogue luthéro-catholique a demandé l'abrogation officielle de l'excommunication de Martin Luther. Cela souleva espoirs et attentes parmi les théologiens et fidèles des deux confessions. Toutefois, Rome répondit qu'une excommunication ne concerne que la vie ecclésiale « sur terre ». Elle n'a pas d'effets dans l'au-delà où seul Dieu est juge.
En 1996 Friedrich Schorlemmer demande la levée de l'excommunication avant la visite de Jean-Paul II en Allemagne.
En 2000, Hans Küng demande la levée de l'excommunication.
En mai 2021, un groupe de théologiens catholiques et protestants demandent la levée de l'excommunication de Martin Luther.
Cette demande n'est pas cependant accueillie très favorablement : l'Église catholique vit une crise d'identité qui fait passer au second plan les questions œcuméniques, et pour les protestants actuels Luther n'est plus forcément une référence, d'autant que ses propos sur les femmes ou sur les Juifs sont critiqués.
Cette réponse interroge quand par ailleurs l'excommunication de 1054 contre Michel Cérulaire et deux autres personnages, et l'excommunication, en réponse, des ambassadeurs ont été levées le 7 décembre 1965 ; en outre la bulle Exsurge Domine de 1520 condamne au no 23 la proposition de Luther qui indique que l'excommunication ne prive pas l'excommunié de la prière de l'Église ; on arrive donc à un paradoxe : les Luthériens qui ne croient pas aux effets surnaturels de l'excommunication et ne la craignent pas demandent néanmoins à l'Église de lever l'excommunication de Luther et celle-ci se base sur une idée fausse que Luther avait formulée et qu'elle avait condamnée pour refuser[Interprétation personnelle ?].